# Penig
Penig település Németországban, azon belül Szászország tartományban. Lakosainak száma 8340 fő (2023. december 31.). Penig Burgstädt, Frohburg, Geithain és Lunzenau községekkel határos.

## Népesség
A település népességének változása:
| Lakosok száma | 8804 | 8780 | 8578 | 8419 | 8340 |
|               | 2017 | 2019 | 2021 | 2022 | 2023 |